# Diretório Revolucionário Ibérico de Libertação
O Diretório Revolucionário Ibérico de Libertação (em castelhano:  Directorio Revolucionario Ibérico de Liberación, DRIL) foi uma organização armada antifascista formada em 1959 por exilados espanhóis (em grande parte galegos) e portugueses que combateu contra as ditaduras salazarista e franquista.
O DRIL tinha dois secretários-gerais: Humberto Delgado (de Torres Novas) e Xosé Velo Mosquera (de Junqueira de Ambia), fundador das organizações como a Federação das Mocidades Galeguistas e a União dos Combatentes Espanhóis Antifranquistas Nacionalistas Galegos (esta última sedeada na Venezuela). Entre os seus membros destacaram-se o capitão português Henrique Galvão e José Fernando Fernández Vázquez (Jorge Soutomaior), ex-militante do Partido Comunista de Espanha e que fora comandante da marinha republicana durante a Guerra Civil Espanhola.

## Atividades
As primeiras ações do DRIL aconteceram a 18 de fevereiro de 1960 em Madrid, onde explodiram várias bombas, uma ao lado da Casa da Vila (sede da câmara municipal), e outra nas dependências do Movimento Nacional na mesma cidade, as outras três bombas foram desarmadas. Durante a ação foi morto o membro do DRIL, José Ramón Pérez Jurado, ao qual um dos artefactos explodiu. O seu companheiro Antonio Abad Donoso foi preso, e embora nenhuma das explosões tenha produzido vítimas, ele foi condenado à morte e executado a 8 de março do mesmo ano.
Há controvérsias sobre quais foram as seguintes ações armadas do DRIL em Espanha. A 27 de junho de 1960 houve uma onda de explosões: uma na locomotiva postal de Barcelona-Madrid, quatro nas estações dos comboios de Barcelona, Madrid e San Sebastián (nas estações do Norte e de Amara). Dois dias depois houve outra explosão em Bilbau (na estação de Atxuri). Durante o atentado da estação de Amara, a explosão de uma bomba incendiária matou uma menina de vinte e dois meses, Begoña Urroz, considerada a primeira vítima de terrorismo em Espanha.
Na época, os ataques foram atribuídos ao DRIL, que assumiu ter os feito. No entanto, quarenta anos depois, o ex-ministro Ernest Lluch atribuiu o atentado de Amara à organização basca Euskadi Ta Askatasuna (do basco para Pátria Basca e Liberdade), no que teria sido o primeiro assassinato do bando. Esta hipótese é criticada como infundada pelos historiadores Francisco Letamendia, Santiago de Pablo e Iñaki Egaña, que sustenta que de acordo com as memórias de Soutomaior, ele mesmo teria reconhecido e lamentado o atentado. De acordo com a documentação encontrada por este historiador, doze membros deste grupo, a maioria dos participantes nos atentados, fugiram para a Bélgica, onde foram presos em Lieja, nove foram julgados por tráfico ilegal de armas e explosivos e pela morte de Begoña Urroz e os outros três foram soltos imediatamente, pois eram infiltrados da polícia. O mesmo chefe do aparato militar do DRIL, José Fernández Vázquez Soutomaior, reconheceu a infiltração dos aparatos franquistas na organização e lamentou a morte da criança. Em maio de 2013, o jornalista catalão, Xavier Montanyà, verificou os arquivos policiais desclassificados, garantindo que a versão sobre a autoria da ETA pelo atentado de 1960 «não é sustentável».
A ação mais conhecida do DRIL ocorreu no ano seguinte, com a Operação Dulcineia, sobre o sequestro do paquete português N/T Santa Maria, que percorria a rota Caracas-Lisboa-Vigo, entre 22 de janeiro e 4 de fevereiro de 1961. Vinte e quatro membros do DRIL chefiados por Henrique Galvão sequestraram o paquete Santa Maria com quinhentos e oitenta e seis passageiros no meio do oceano Atlântico, com o objetivo de chamar a atenção mundial para a situação vivida em Portugal e Espanha ou criar uma rutura política entre o Brasil e as ditaduras da península Ibérica, renomeando o paquete como Santa Liberdade. Após discussões realizadas com o governo brasileiro, presididas pelo então presidente brasileiro Jânio Quadros, os membros do DRIL largaram as armas e navegaram com o paquete até Recife, em troca de receber o estatuto de refugiados políticos. O paquete foi devolvido aos seus proprietários pela portuguesa Companhia Colonial de Navegação.
Após o sequestro, o DRIL entrou em crise, relacionada a disputas internas sobre quem deveria chefiar a organização; Henrique Galvão foi questionado pelo general Humberto Delgado devida à má publicidade dada pelo sequestro do Santa Maria. Outro problema era determinar se o DRIL estaria envolvido de forma permanente na realização de ataques com bombas ou sabotagens, ou se acabaria planeando uma insurreição militar em Portugal ou Espanha. Apesar destas discrepâncias que fragilizaram a coesão do grupo, o DRIL continuou realizando ações esporádicas até 1964, tendo sido extinto depois daquele ano.
Jorge Soutomaior escreveu um livro "Eu roubei o Santa Maria" (em espanhol: Yo robé el Santa María) que só foi publicado em Espanha em 1978. O livro é um relato em primeira mão do sequestro que mostra o importante papel dos galegos nesta ação e as fortes diferenças entre Xosé Velo e Humberto Delgado. Em 2004 foi realizado um documentário intitulado Santa Liberdade, realizado e escrito por Margarita Ledo Andión, sobre o sequestro do Santa Maria. O documentário teve a participação de Camilo Mortágua (que tinha vinte e sete anos na época e era o braço direito de Galvâo), Federico Fernández Ackermann (filho do comandante Soutomaior) e Victor Velo (filho de Xosé Velo).